# Clase Queen Elizabeth (2015)
La clase de portaaviones Queen Elizabeth (anteriormente el proyecto CV Future o CVF Project (futuro proyecto de portaaviones) son una clase de dos portaaviones que se construyen para la Royal Navy, usados en Reino Unido. El primero de ellos, el HMS Queen Elizabeth, entró en servicio en 2017 y el HMS Prince of Wales el 19 de diciembre de 2019.
La construcción de ambos buques se anunció el 25 de julio de 2007 tras varios años de retrasos por los costes del programa y los contratos se firmaron el 3 de julio de 2008. Los buques desplazan unas 70 600 toneladas, tienen 280 metros de largo y un grupo aéreo a medida de mínimo 40 aviones. Por lo tanto son de lejos los buques de guerra más grandes jamás construidos para la Royal Navy.
El contrato para los buques fue anunciado el 25 de julio de 2007 por el entonces Secretario de Estado de Defensa Des Browne, poniendo fin a varios años de retrasos por problemas de costos y reestructuración de los astilleros navales británicos. El costo se estimó inicialmente en £3,9 billones (alrededor de 4.400 millones de euros), pero los sobrecostes han elevado esta cifra a £5 billones (alrededor de 5.585 millones de euros) a causa del estudio para la posterior instalación en ambos barcos de catapultas de lanzamiento y cables para detener los aviones, no incluidas en el diseño original de los mismos, al estar concebidos inicialmente como portaaviones V/STOL, pero finalmente el sistema de cables no estará instalado , ya que el gobierno británico, al final ha preferido optar por la opción B del F-35, similar al seleccionado por la US Navy, en lugar de la C, por su menor coste. Los contratos se firmaron oficialmente un año más tarde el 3 de julio de 2008 después de la creación de la empresa BVT Surface Fleet por fusión de BAE Systems Surface Fleet Solutions y VT Group's VT Shipbuilding que fue una exigencia del Gobierno del Reino Unido.

## Historia

### Requisitos
Los portaaviones de la clase Invencible HMS Invincible (R05), de 22.000 toneladas, fueron diseñados para guerra antisubmarina en tiempos de la Guerra fría para navegar en el Atlántico Norte como parte de una flota combinada de la OTAN; tienen espacio limitado para aviones STOVL que ejercerían tareas de defensa aérea de la flota, con una cubierta lateral extendida. La guerra de las Malvinas de 1982 demostró la necesidad de mantener los portaaviones para apoyar la política exterior del Reino Unido y su influencia en la región.
Desde el final de la guerra fría, los barcos de la clase Invencible han operado en el tipo de misión más tradicional de los portaaviones: la de proyección de fuerza. Como resultado, los aviones de ataque Harrier GR7 de la Royal Air Force se han desplegado rutinariamente en los portaaviones, que han sido modificados para llevar más aviones y municiones (en particular con la eliminación del sistema defensivo Sea Dart). A pesar de las deficiencias de la clase Invencible en este papel, los estudios oficiales para el reemplazo de los buques no comenzaron hasta 1994.

### Revisión de la defensa estratégica
En mayo de 1997, el Gobierno Laborista electo, inició la Revisión de Defensa Estratégica (SDR) que revaluó cada sistema de armas (activo o en contratación pública) con la excepción del caza avanzado Eurofighter Typhoon y los submarinos de misiles balísticos de la clase Vanguard. El informe, publicado en julio de 1998 llegó a la conclusión de que el portaaviones ofrece lo siguiente:
- Capacidad para operar aviones ofensivos en el extranjero, cuando se niegue una base aérea extranjera.
- Todo el espacio necesario e infraestructuras; cuando se requieren bases extranjeras, no siempre están disponibles en un conflicto y a menudo carecen de las infraestructuras necesarias.
- Efecto coercitivo y disuasivo, cuando se sitúa en un foco de problemas.

El informe concluye: "el énfasis está ahora en una mayor potencia ofensiva aérea, y la capacidad de operar, el mayor número posible de aviones con la gama más amplia posible de funciones. Cuando la actual fuerza de portaaviones llegue al final de su vida prevista, se planea reemplazarlos con dos buques más grandes. El trabajo comenzará ahora a pulir nuestros requisitos, pero el pensamiento actual sugiere que podría ser del orden de 30.000-40.000 toneladas y capaz de desplegar hasta 50 aeronaves, incluyendo helicópteros.”
Está previsto que las técnicas avanzadas de diseño y mantenimiento, eliminarán la exigencia actual de reformas importantes. Además, el HMS Ocean, es una plataforma de aterrizaje para helicópteros especializada, que cumple una función previamente realizada por los portaaviones de la clase Invencible.

### Estudios de diseño

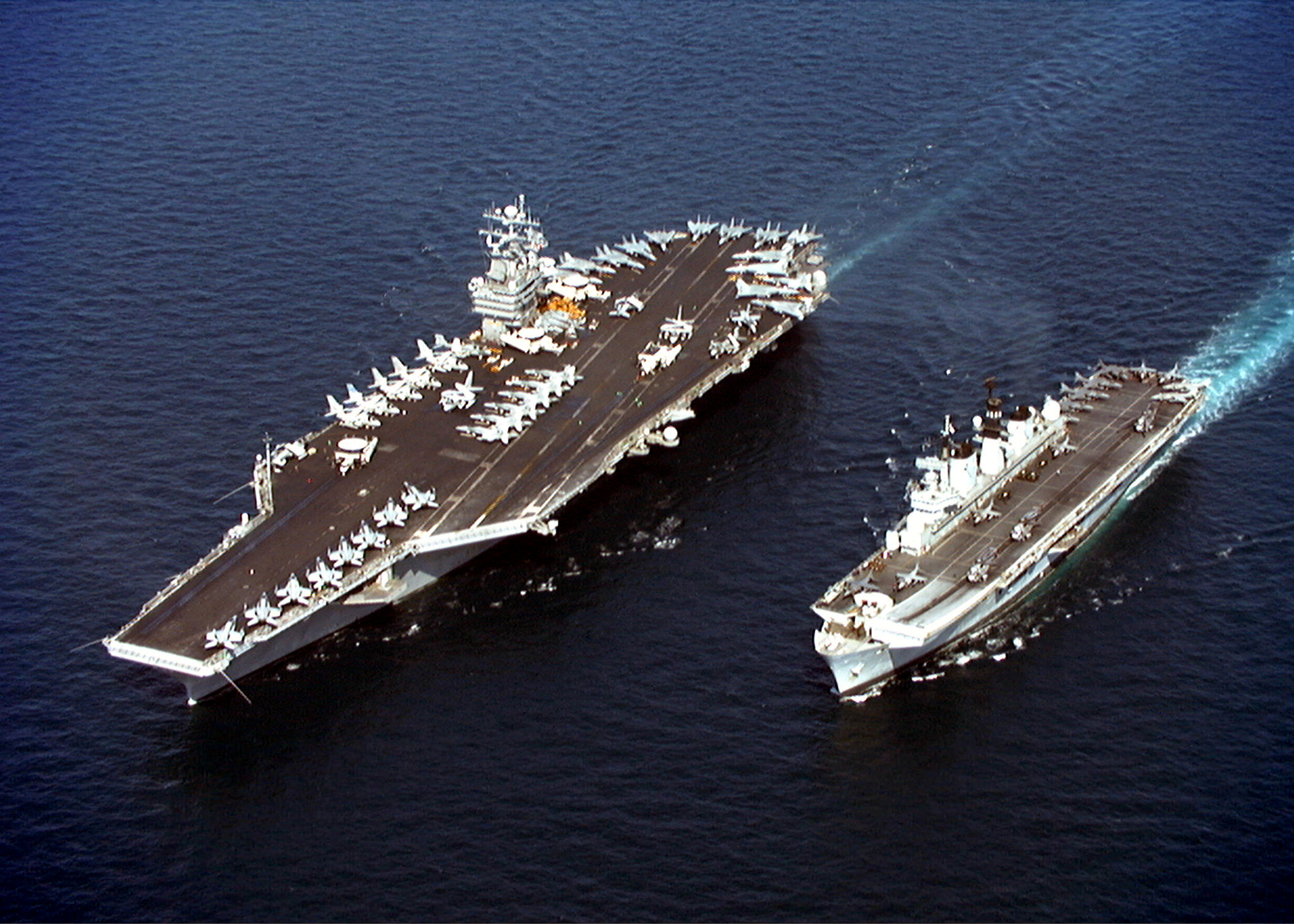
El nuevo portaaviones será parecido en tamaño a la clase Nimitz (izquierda) y mayor que la clase Invincible al cual reemplazará (derecha)

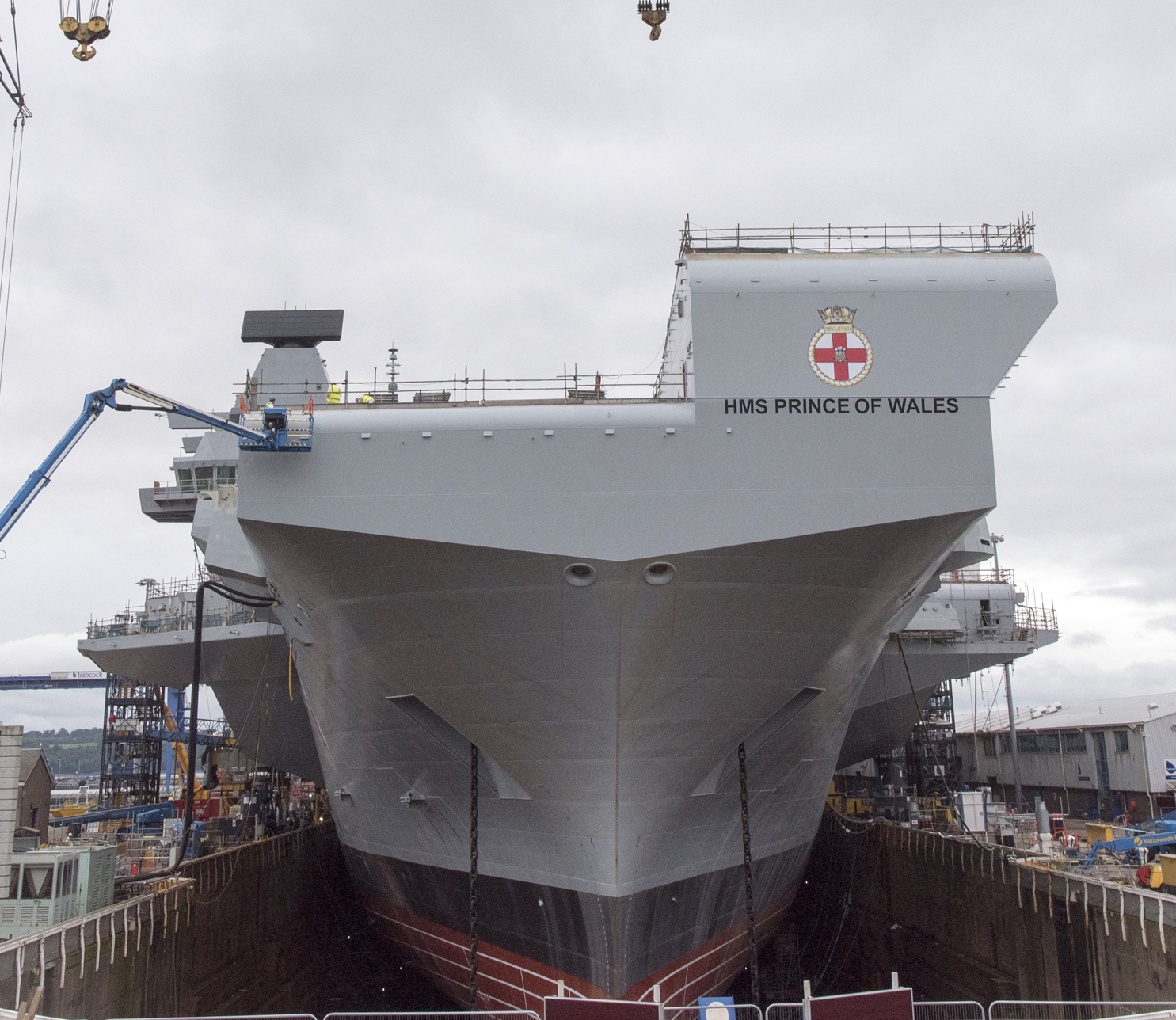
Proa del HMS Prince of Wales durante su construcción en 2017.

El 25 de enero de 1999, fueron invitadas seis compañías privadas a la licitación para la fase de evaluación del proyecto; Boeing, British Aerospace, Lockheed Martin, Marconi Electronic Systems, Raytheon y Thomson-CSF. El 23 de noviembre de 1999, el Ministerio de Defensa recibió estudios de evaluación detallados de dos consorcios, uno liderado por BAe (renombrado BAE Systems, el 30 de noviembre de 1999) y otro liderado por Thomson-CSF (rebautizado Thales Group en 2000). El breve lapso, requería hasta seis diseños de cada consorcio, con la característica principal de poder operar de 30 a 40 Future Joint Combat Aircraft (FJCA). Los contratos se dividen en fases; la primera fase de £5,9 millones fue para la evaluación de diseño que formaría parte de la selección de las aeronaves, la segunda fase £23,5 millones para la complejidad en la "reducción de riesgos para el diseño del portaaviones preferido."
En el curso del período de diseño, se consideraron varias configuraciones distintas y las presentaciones, incluyeron grupos aéreos grandes y pequeños basadas en tres tipos de buque.
STOVL
Un portaaviones con aviones de despegue corto y aterrizaje vertical, podría prescindir de las costosas catapultas de vapor y los cables de detención de los aterrizajes de un operador (CATOBAR) convencional. Esto también podría aprovechar la experiencia del Reino Unido en la tecnología STOVL, a expensas de la capacidad de carga y alcance (para un portaaviones CATOBAR de igual tamaño). El avión sería similar al F-35B Lightning II. El nuevo diseño del modelo F-35B es mejor que el Harrier, pero tiene menor capacidad de carga y alcance que la generación anterior de aviones CATOBAR como el F-18 Super Hornet.
Finalmente este es el diseño adoptado. Un problema es que la Royal Navy se liga al F-35B, la versión más cara de comprar y operar.
STOBAR
Despegue corto y recuperación por detención (STOBAR), nuevamente eliminaría el requisito del gasto de catapultas, pero utiliza cables para los aterrizajes. En este caso se podría utilizar un avión convencional (aunque modificado). Cualquier diseño STOBAR habría utilizado probablemente una versión navalizada del avanzado caza de base en tierra Eurofighter Typhoon ordenado para la RAF. Las modificaciones requerirían un tren de aterrizaje reforzado, la modificación del sistema de control de vuelo y la inclusión de un gancho de aterrizaje entre los motores gemelos, adecuado para uso en portaaviones. Las ventajas serían mayor alcance, maniobrabilidad, mayor carga de armas en comparación con un diseño STOVL y mayor eficiencia operativa que un diseño CATOBAR.
CATOBAR
Seleccionado a mitad de proyecto pero abandonado en 2012, despegue asistido por catapulta y recuperación por detención (CATOBAR - Catapult Assisted Take-Off But Arrested Recovery). El CVF utilizaría un sistema de catapultas de lanzamiento para despegue, un sistema de gancho y cable recuperador para toma y una cubierta de vuelo angular con aviones navales existentes, probablemente el F/A-18 o Rafale M de Francia. Esto hubiese tenido la ventaja de reducir los riesgos técnicos para el desarrollo de los aviones y el portaaviones, y ofrece, la capacidad de carga y alcance máxima de la nave. Sin embargo, existen desventajas, mayores costos operativos y la mínima participación británica en el desarrollo de los aviones debido a la compra "estándar" a otros países. Esta solución ofrecía el beneficio de una gran interoperabilidad, ya que Estados Unidos y Francia confían en este tipo de sistemas para sus portaaviones.
Además BAE hizo una presentación de configuración híbrida, con un sky jump para STOVL y una cubierta de vuelo angular, catapultas y cables de aterrizajes. Las ventajas de este diseño incluyen la capacidad para operar aviones ofensivos STOVL y también los aviones convencionales. Esto permitiría el funcionamiento de los actuales y por lo tanto, más baratos, como los diseños de aviones AEW, por ejemplo, utilizar el E-2 Hawkeye en lugar de un nuevo desarrollo de avión de alerta aérea. Finalmente en mayo de 2012 debido a los costes de las modificaciones a realizarse se abandono esta configuración por la inicial SVTOL.

### Selección de formato de aviones y portaaviones

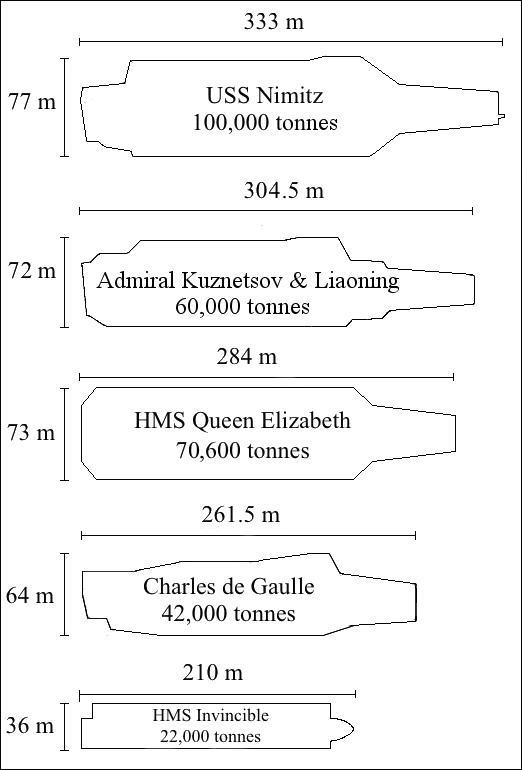
La cubierta de la clase Queen Elizabeth comparada con otros 4 portaaviones

El 17 de enero de 2001, el Reino Unido firmó un Memorando de Entendimiento (MoU) con el Departamento de Defensa de Estados Unidos (DoD) para la plena participación en el programa del nuevo caza Joint Strike Fighter, confirmando el JSF como el nuevo avión FJCA. Esto dio la entrada a UK en el diseño de las aeronaves y la elección entre el modelo Lockheed X-35 y el otro modelo de pruebas Boeing X-32. El 26 de octubre de 2001, el departamento de Defensa anunció que Lockheed Martin había ganado el contrato JSF para la construcción del nuevo F35.
El 30 de septiembre de 2002, el Ministerio de Defensa anunció que la Royal Navy y la RAF operarán la variante STOVL F-35B. Al mismo tiempo se anunció que los portaaviones tendrían la forma de los portaaviones grandes convencionales, inicialmente adaptados para las operaciones STOVL. Los nuevos portaaviones, deben permanecer en servicio alrededor de 50 años, están diseñados para aviones y helicópteros, pero no con catapultas y cables de aterrizajes. El portaaviones así, se dice que es "a prueba de futuro", lo que le permite operar una generación de aviones CATOBAR posterior al F-35.
El 30 de enero de 2003, el Secretario de Defensa Geoff Hoon anunció que el diseño del Grupo Thales había ganado el concurso pero que BAE Systems funcionaría como contratista principal. Durante el concurso, parte del equipo especificado por el diseño de BAE fue reemplazado por el del grupo Thales.
En agosto de 2009, se especulaba que el Reino Unido quería abandonar el modelo F35B a favor del más grande F35C, lo que significaría que los portaaviones serían construidos para operar aviones convencionales, utilizando el nuevo Sistema de Lanzamiento de Aeronaves Electromagnético (catapultas electromagnéticas) diseñado por Estados Unidos. Mientras tanto, Converteam UK trabajó en un sistema diferente de catapulta electromagnética (EMCAT) para el portaaviones.

### Defensa estratégica y revisión de seguridad de 2010

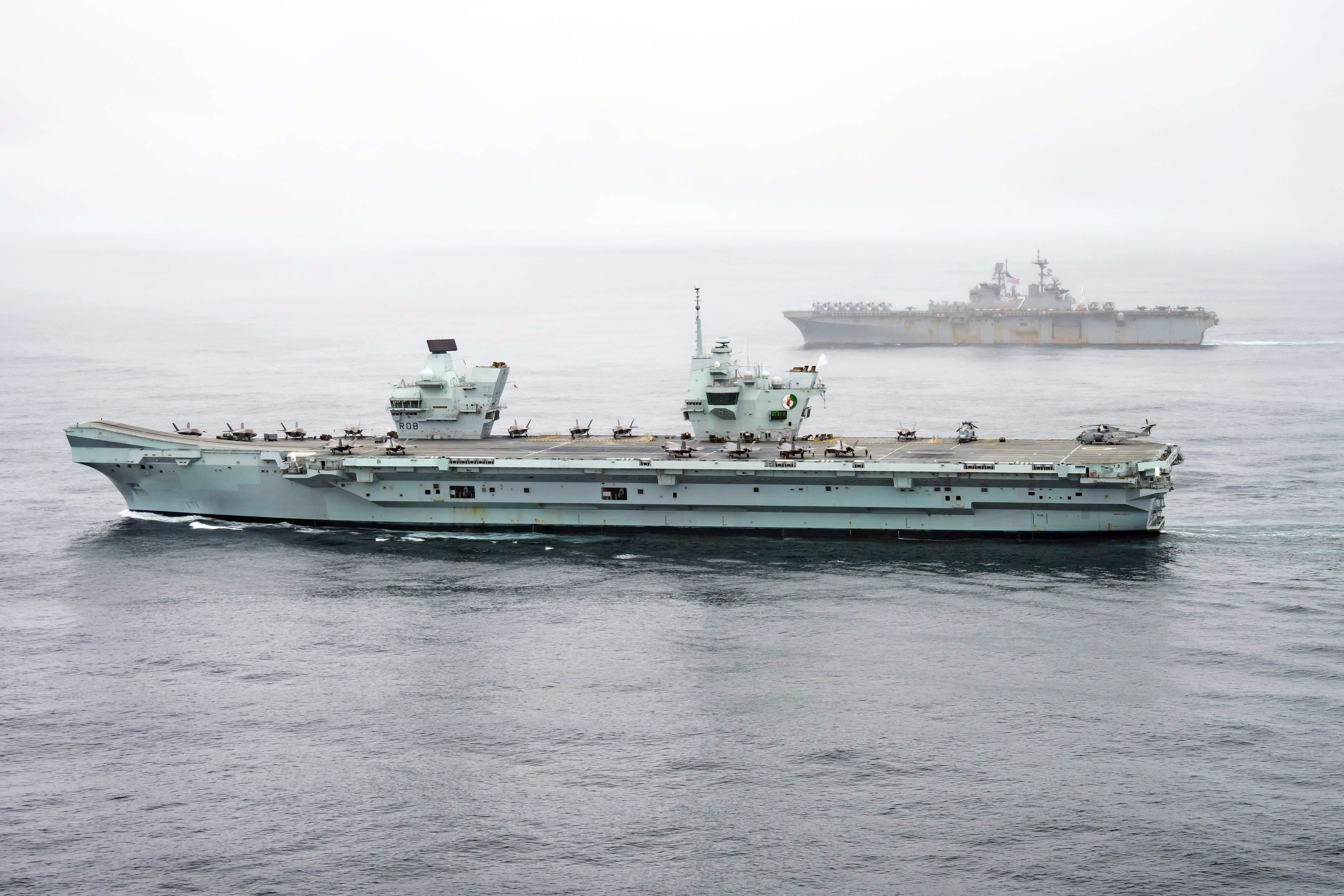
El HMS Queen Elizabeth navegando con el USS Iwo Jima en el año 2021.

El 19 de octubre de 2010, el Gobierno anunció los resultados de su informe de Defensa Estratégica y Revisión de Seguridad (Strategic Defence and Security Review, SDSR). 
- El SDSR determinó la baja de los portaaeronaves HMS Ark Royal (inmediata) e Illustrious (prevista en el año 2014). Además, se ordena la

baja de los escuadrones de Harrier.
- Ante las dificultades presupuestarias del momento sólo es seguro que un portaaviones futuros sea dado de alta; la suerte del otro está pendiente. El segundo buque de la clase puede ser situado en "disponibilidad extendida" para proporcionar capacidad continua de ataque, cuando el otro esté en mantenimiento, reparaciones o mejoras, y dar la opción, de aumentar la capacidad al generar más rápidamente otro portaaviones. También el segundo buque puede venderse con "cooperación con un aliado cercano, para proporcionar capacidad de ataque de portaaviones continua".[19]
- Debido a los crecientes costes del programa F-35 y a las prestaciones de los distintos modelos también se anunció que el portaaviones operativo, sí tendrá instalados catapulta y cables de aterrizajes (CATOBAR) para dar cabida a la variante F-35C del Joint Strike Fighter, en lugar del primer diseño F-35B STOVL.[20][21]

El 23 de noviembre de 2010 el Jefe de la Defensa General Sir David Richards confirmó que el nuevo HMS Queen Elizabeth podría equiparse como un portaaviones convencional. "El breve retraso del primer portaaviones, significa que cuando entre en servicio en 2019 estará equipado con la variante más capaz del Joint Strike Fighter". En estos momentos se analizó la posibilidad de adoptar la nueva catapulta EMALS que se desarrollaba para la US Navy, interesada en venderlo a otros países y así abaratar su precio de adquisición. A su vez, la variante F-35C era más barata y con mejores prestaciones que la F-35B, siendo preferida por la RAF. Por lo tanto, el coste estimado de £900m por cada barco por cambio en el diseño se vería compensado por ahorros en la compra de los aviones (se estimaba que 97 F-35C harían el trabajo de F-35B) y en su mantenimiento (estimado un 25% más barato en el F-35C).
Sin embargo, el 10 de mayo de 2012, el secretario de defensa Philip Hammond anunció en el parlamento que revertía la decisión de su predecesor y se prefería la opción del F-35B antes que el F-35C, abandonándose el finalizar el Prince of Wales como configuración CATOBAR. La razón dada, fue que, "la conversión a ‘cats and traps’ tenía un coste de en torno al doble de lo originalmente estimado, y no hubiera estado disponible hasta 2023 como muy pronto."
El cambio en el diseño se estimó en £2.000m para el Prince of Wales y cerca de £3.000m en el Queen Elizabeth, ya que los barcos no se habían diseñado para operar ni con catapultas ni cables y en 2005 se había abandonado el compromiso de un diseño flexible que hiciera posible cambiar sin problemas de STOVL a un diseño CATOBAR si fuera requerido por las circunstancias. También se abandonó la decisión al intuir el peligro de una guerra política entre RAF y Royal Navy debido a que la RAF podía presionar para abandonar el F-35 en favor del F-18 Hornet y además forzar la retirada de parte de la flota de Eurofighter Typhoon también en favor del F-18 como avión de ataque. EL tema de que el diseño no fuera ya flexible fue una violación flagrante de los términos del contrato que el gobierno británico prefirió pasar por alto y que condiciona la política de defensa futura.

## Diseño

Diseño CATOBAR de la clase Queen Elizabeth.

Los buques desplazan unas 70 600 toneladas, más de tres veces el desplazamiento de la actual clase Invencible. Son los buques de guerra más grandes jamás construidos en el Reino Unido y los portaaviones más eficaces, a excepción de los de la Marina de Estados Unidos. Nada a tan gran escala ha sido propuesto para la Royal Navy desde el programa de los CVA-01 cancelado en los años 1960. Dando pruebas a la Comisión de Defensa de la Cámara de los Comunes, el primer Lord del Mar el Almirante Sir Alan West, explicó que la interoperabilidad con la Armada de Estados Unidos US Navy, fue un factor para decidir el tamaño de los portaaviones así como la potencia de fuego del grupo aéreo:
“[Para un] paquete de ataque intenso, hemos hecho… cálculos muy detallados y hemos llegado a la cifra de 36 JSF... que es lo que ha hecho que fabriquemos ese tamaño de cubierta y de buque, para permitir que eso suceda.
He hablado con el CNO (Jefe de Operaciones Navales) en Estados Unidos. Tienen un gran interés en que los tengamos, porque encajan con sus grupos de portaaviones. Realmente quieren que los tengamos, pero quieren que tengamos el mismo tipo de influencia que sus portaaviones.”
El diseño incluye dos pequeñas estructuras sobre la cubierta, en un diseño original y único en su tipo, nunca antes visto en un portaaviones, un puente de mando dedicado a la navegación del buque y la otra a las operaciones aéreas. Esto permite la ubicación óptima de los puentes para ambas tareas: la navegación exige un puente hacia adelante, en la proa, (como en el Charles De Gaulle), mientras las operaciones aéreas se controlan fácilmente con un puente a popa (como se ve en el portaaviones estadounidense de la clase Gerald R. Ford). Se utilizarán dos ascensores de cubierta, ambos en el lado de estribor, uno entre las estructuras y el otro en la popa.
El gobierno francés hizo saber su desagrado por la decisión de adoptar un diseño STOL, ya que el acuerdo de defensa firmado con Gran Bretaña suponía que contara con un portaaviones compatible con el caza Rafale que opera en el Charles de Gaulle. Por tanto el diseño deja fuera de cuestión las posibilidades de llegar a un acuerdo para poder utilizar los portaaviones de manera armonizada entre los dos países, permitiendo además la interoperabilidad entre ambas marinas. También la interoperabilidad con los aviones de la US Navy será limitada, a diferencia del caso francés que cada año hace más estrecha su cooperación con la US Navy.

### Planta motriz
El Ministerio de Defensa decidió no utilizar propulsión nuclear debido a sus altos costos. El sistema de propulsión del portaaviones es propulsión eléctrica completa integrada (IFEP). La energía eléctrica de 11.000 voltios se consigue con dos generadores de turbina de gas Rolls-Royce Marina Trent MT30 de 36 MW (48.000 hp) y cuatro Generadores Diésel Wärtsilä (dos de 9 MW (12.000 hp) y dos de 11 MW (15.000 hp)). Esta energía se utiliza para el sistema de propulsión eléctrica y el sistema interno del buque. La energía eléctrica se utiliza para empujar cuatro Motores de Inducción Avanzados, Converteam, dos por eje y situados en tres compartimientos separados para mejorar la supervivencia en caso de daño por acción o inundaciones. Cada 20 MW (27.000 hp) del motor es accionado por un convertidor modulado de pulso ancho Converteam VDM 25000 que produce una salida de frecuencia variable permitiendo que la velocidad del eje sea controlada a través de toda la gama operativa. El sistema de administración de energía de propulsión se integra completamente con el sistema de gestión de la plataforma del buque proporcionado por L-3 Communications. Este sistema de propulsión exclusivo elimina la necesidad de grandes cajas de cambio, es compacta reduciendo al mínimo el número de grupos electrógenos para una determinada velocidad mejorando la eficiencia en el consumo de combustible.

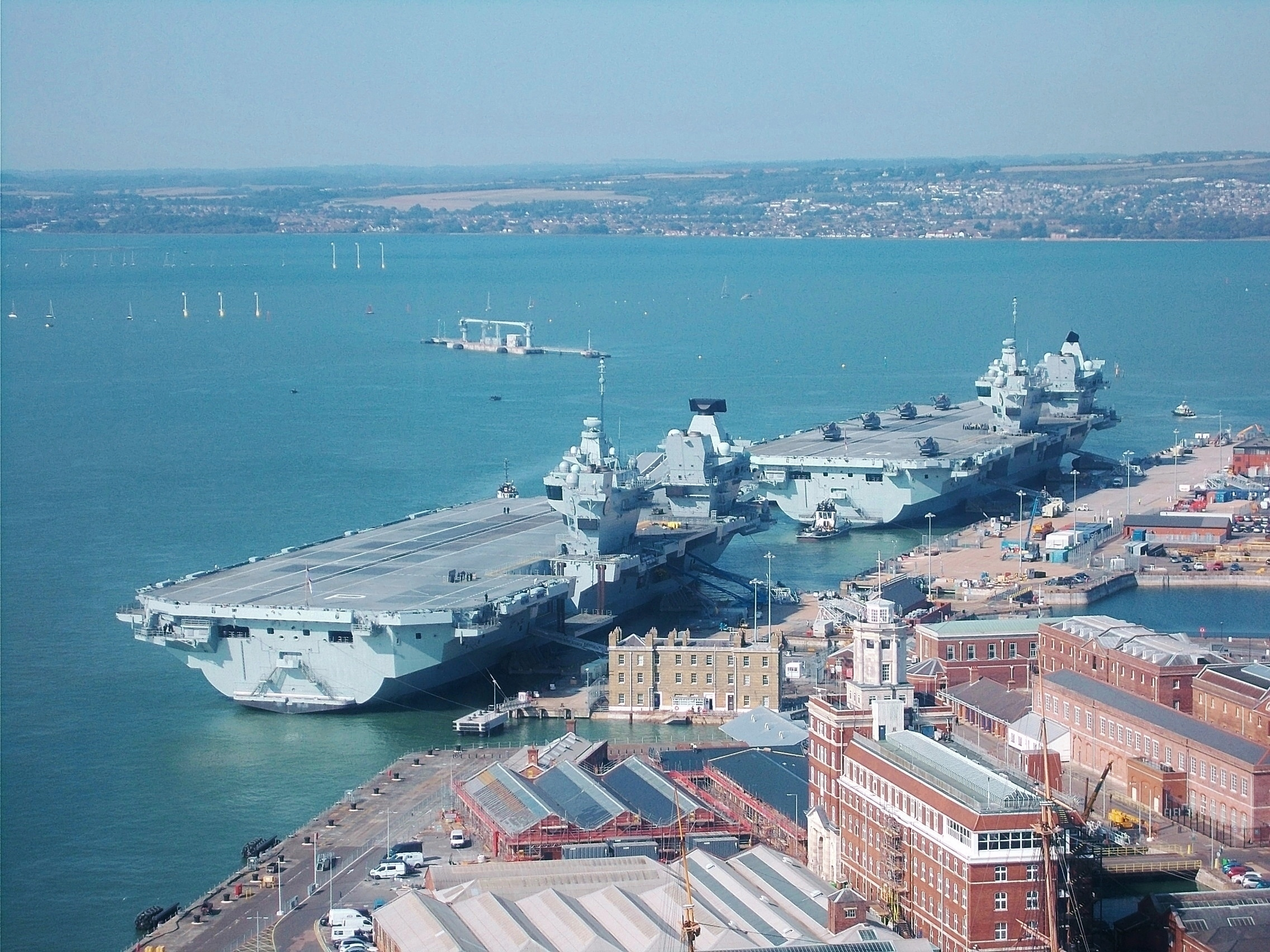
Vista trasera de los dos portaviones que conforman la Queen Elizabeth, año 2020.

El diseño coloca un generador de turbina de gas en cada isla en la coraza de estribor. Esta colocación relativamente alta elimina el requisito de admisión/escapes profundos en el barco. Por el contrario, los generadores diésel están montados en la parte baja del barco, debido al peso de estas unidades que contribuyen a la estabilidad del buque. La autonomía del portaaviones será de 10.000 millas náuticas (19.000 km.).
El sistema de energía y propulsión está siendo diseñado y construido en un acuerdo de subalianzas que reúne a empresas líderes en sus campos específicos para proporcionar el mecanismo más rentable para la entrega del sistema integrado para el programa QEC. Este mecanismo innovador está dirigido por Thales UK como miembro de la Alianza de Portaaviones (Aircraft Carrier Alliance) y asociado con Converteam UK, Rolls-Royce y L-3 Communications.

### Sistemas
Muchos de los sistemas permanecen sin especificar, pero la mayoría de los diseños que han sido liberados hasta ahora muestran un radar de largo alcance de BAE Systems Insyte/Thales S1850M sobre la estructura de la isla delantera. Sin embargo, el 4 de agosto de 2008 se anunció que podría también estar equipado con radares 3D de BAE Systems Insyte Artisan como radar de rango medio instalado en la isla de popa. Los misiles Aster pueden instalarse para autodefensa, pero nunca ha sido oficialmente especificado.

### Buques de laClase Queen Elizabeth
| Nombre              | Numeral | Astillero                                             | Alta                   | Baja | Causa | Imagen |
| ------------------- | ------- | ----------------------------------------------------- | ---------------------- | ---- | ----- | ------ |
| HMS Queen Elizabeth | R08     | Alianza BAE, THALES France, Delta                     | 7 de diciembre de 2017 |      |       |        |
| HMS Prince of Wales | R09     | BAE Systems Surface Ships Thales Group Babcock Marine | diciembre de 2019      |      |       |        |

## Grupo aéreo del portaaviones

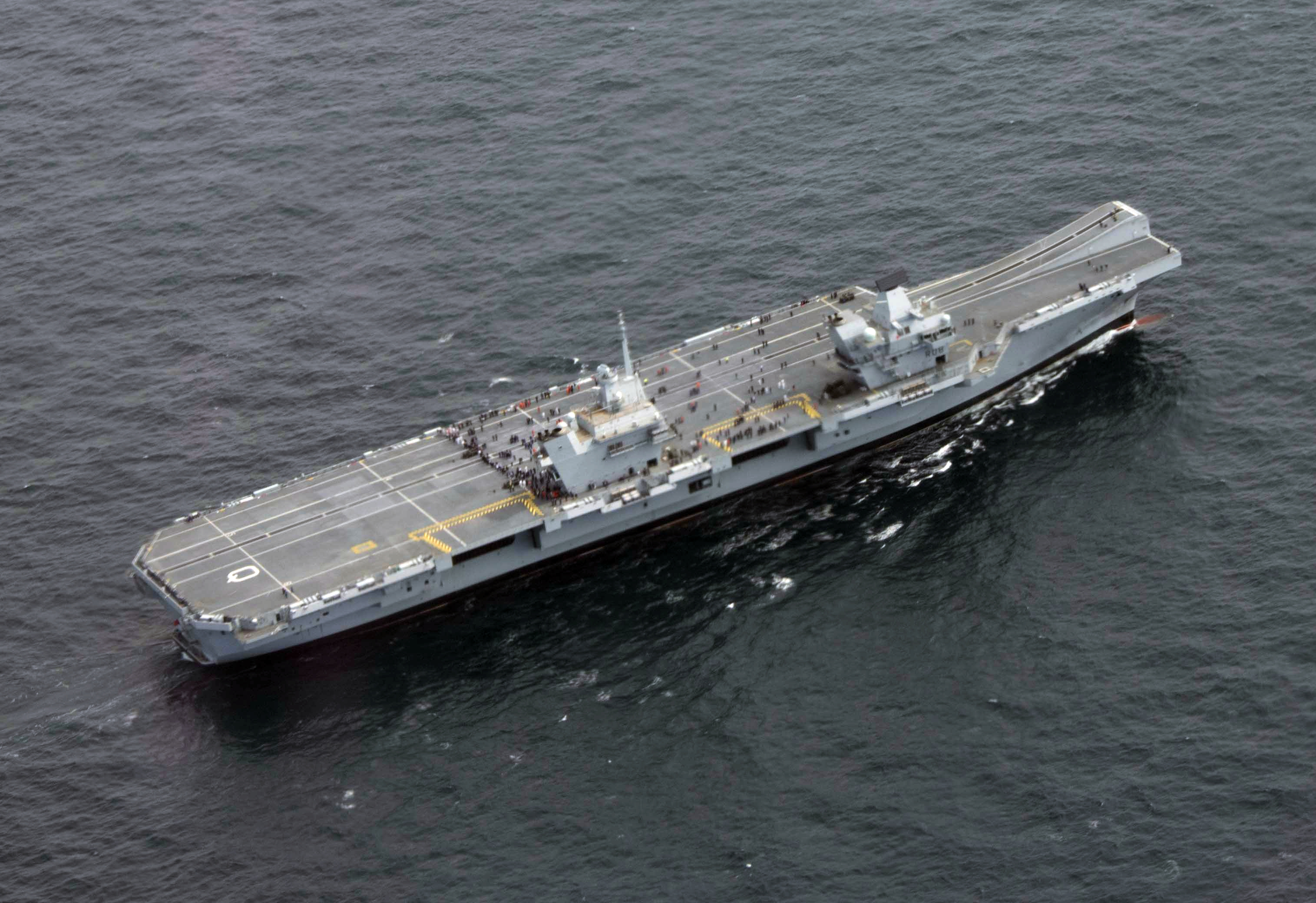
HMS Queen Elizabeth en agosto de 2017.

Se espera que los buques sean capaces de transportar 40 aviones caza navales ligeros, incluyendo 36 F-35 Lightning IIs, así como diferentes tipos de helicópteros. En contexto, el ala del portaaviones es casi tres veces el tamaño de la fuerza de los caza bombarderos Tornados GR.1, desplegada en la operación Zorro del desierto y el mismo número, que la flota ofensiva de Tornados GR.4/Harrier GR.7 que participaron en la operación Telic. Ambas de estas implementaciones desde bases terrestres, requirieron el acuerdo de una nación amiga. Se preveía que los portaaviones operarían el caza STOVL Harrier GR9s hasta alrededor de 2018, debido a que la RN no tendrá un grupo completo de F-35 hasta entonces.
El componente aéreo de vigilancia y control (ASaC) comenzó como "Futuro Sistema de Alerta Temprana Aerotransportada" (FOAEW), con contratos adjudicados a BAE/Northrop Grumman y Thales en abril de 2001. En abril de 2002 BAE y Northrop Grumman recibieron un contrato de estudio de seguimiento para la fase II del proyecto que por entonces había sido renombrado como Vigilancia Marítima y Control Aerotransportado (MASC).
El ala aérea se quiere que sea flexible, de manera que los portaviones puedan realizar cualquiera de las siguientes misiones de Proyección de poder o CEPP (carrier-enabled power projection):
- Portaaviones de ataque, con dos escuadrones al menos de F-35B y dos versiones del helicóptero Merlin HM2 (Crowsnest de alerta temprana y el estándar HM2).
- Portaaviones litoral, con tropas de asalto helitransportadas apoyadas por helicópteros CH-47 Chinook, Merlin, AH-64 Apache y Wildcat.
- Disposición mixta de “ataque expedicionario”, con algunos F-35B, helicópteros y tropas de Royal Marines.

El retraso en comprar F-35B ha hecho que los Marines de EEUU se hayan interesado por la posibilidad de operar grupos aéreos anglo-americanos y que los portaviones puedan desplegarse junto a la US Navy cuando no haya portaviones suficientes disponibles. En 2021 el escuadrón de F-35B de la Infantería de Marina Wake Island Avengers se desplegó  con el ala aérea embarcada del portaaviones Queen Elizabeth.

### Aeronaves de ala fija

#### F-35 Lightning II

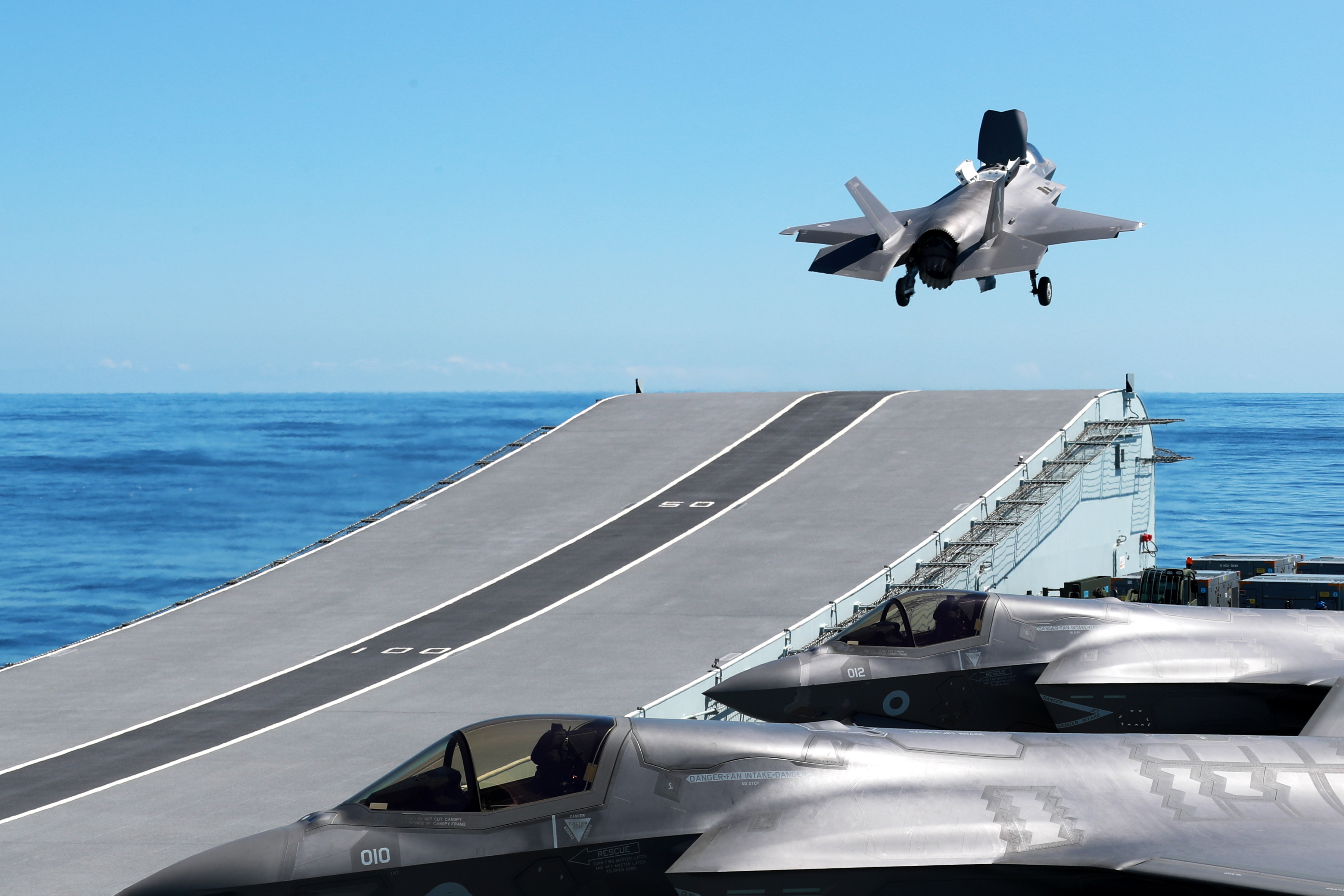
F-35B del Escuadrón 617 despega durante los ejercicios Carrier Sea Training en 2020

El F-35 Lightning II de Lockheed Martin es una nueva familia de cazas polivalentes, monoplaza, monomotor, de peso medio y de quinta generación, actualmente bajo desarrollo en EE.UU., para realizar misiones de defensa aérea, de reconocimiento y de ataque a tierra con capacidad de sigilo. La nueva variante F-35C presenta grandes alas con secciones plegables, grandes superficies de control de alas y cola para mejorar el control a baja velocidad y baja altitud operativa, donde el aire es más denso, húmedo y pesado; el tren de aterrizaje es más fuerte para las tensiones del aterrizaje en portaaviones, un nuevo tren delantero de doble rueda, como el del caza naval bimotor más pesado Boeing F/A-18 Super Hornet y un gancho de cola para uso con cables de aterrizajes. El F-35C ha sido diseñado para tener una sección de radar baja, principalmente debido a los materiales utilizados en la construcción, incluyendo materiales compuestos y una baja marca térmica.
Los buques estaban destinados originalmente para llevar la variante de despegue corto y aterrizaje vertical (STOVL) del F-35 Lightning II, conocido como F-35B. Sin embargo, el 19 de octubre de 2010, David Cameron anunció, que el Reino Unido cambiaba su orden a la variante (F-35C) más grande y con alas plegables, y que se modificaría el diseño del portaaviones, para utilizar el sistema de lanzamiento por catapulta y el sistema de recuperación por cables (CATOBAR) para permitir el lanzamiento y recuperación de estos aviones,, modificándose el proyecto del Prince of Wales, y permaneciendo en su proyecto original el Queen Elisabeth. La variante F-35C es más económica, tiene mayor alcance y la capacidad de transportar, una carga útil más grande y más diversa que el F-35B. La nueva configuración CATOBAR permitiría también a los socios del Reino Unido, como Estados Unidos y Francia, operar sus aeronaves de los portaaviones en situaciones de misión conjunta, en diferentes lugares del mundo.
Se han realizado trabajos en la cubierta de vuelo, necesarios por la velocidad de escape y temperatura de gases del F-35B, mayores que las previstas. El Cuerpo de Marines de EE.UU. y la Royal Navy han acordado que los cazas F-35B del USMC operarán regularmente desde los nuevos portaaviones, que fueron diseñados para embarcar unos 36 F-35. La Royal Navy espera que el primer F-35B podría aterrizar en la cubierta de vuelo hacia el final del 2018.

### Helicópteros

#### Wildcat
La versión mejorada del helicóptero militar Westland Super Lynx, The Lynx Wildcat, entrará en servicio con la Royal Navy en el año 2015, conformará sin duda, un número significativo de helicópteros a bordo de los dos portaaviones de la clase Queen Elizabeth. Contará con más espacio para siete pasajeros, una velocidad máxima de 187 MPH y un alcance de 520 millas náuticas. Va a estar armado con cohetes CRV7 y ametralladoras, ametralladora montada en las puertas (p. ej. FN MAG o Browning M2), sistema de misiles ligero aire-tierra multipropósito de Thales (LMM), posiblemente Hellfire, torpedos y cargas de profundidad.

#### Merlin
El Merlin es un helicóptero pesado que realiza una amplia variedad de funciones para la Royal Navy. Excepcionalmente realiza un papel antisubmarino. Posee un FLIR en la parte delantera equipado con algunas variantes. Los AW101 (excluyendo el MK1 ASM) está equipado con dispensadores de señuelos y bengalas, contramedidas dirigidas por infrarrojos (jammers infrarrojos), ESM (medidas de apoyo electrónico, en forma de cabeza RF [radiofrecuencia]) y detección láser y sistema de alerta. Tiene dos puntos duros para el transporte de armas, en la que el modelo HM Mk1 puede llevar cuatro torpedos Sting Ray o cargas de profundidad Mk 11 Mod 3, aunque en la actualidad no puede utilizar los misiles Sea Skua. Las variantes Mk1, Mk3 y 3a pueden montar ametralladoras de propósito general (GPMG) en hasta cinco lugares en la cabina principal aperturas de puertas y ventanas.
Los Merlins de la Royal Navy han visto acción en el Caribe, en la lucha contra el narcotráfico y en funciones de apoyo por huracanes. También han sido activos en Irak, donde han prestado apoyo a los británicos y a los soldados de la coalición sobre el terreno, así como los compromisos en seguridad marítima en el Golfo Pérsico Norte.

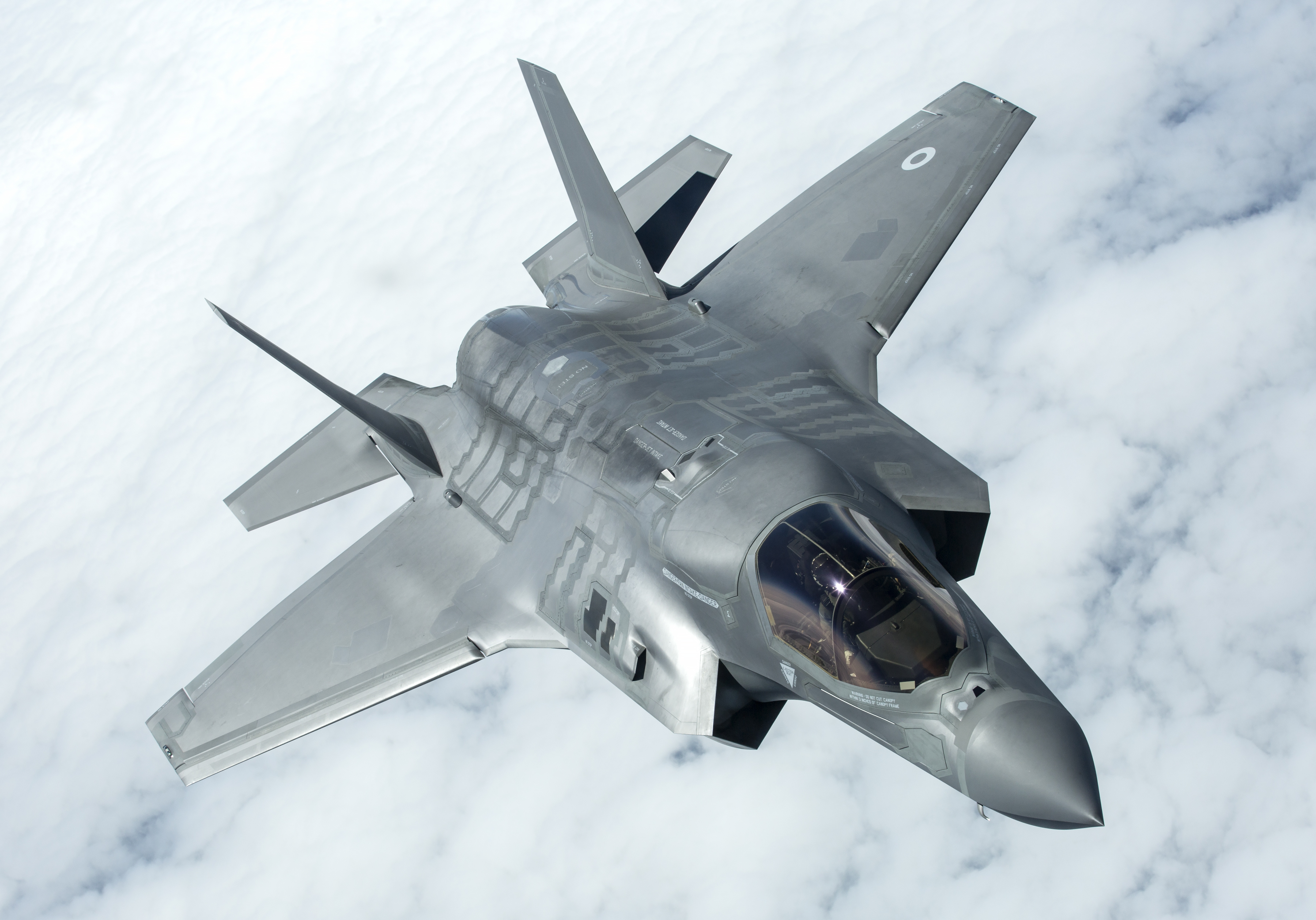
F-35B Lightning II
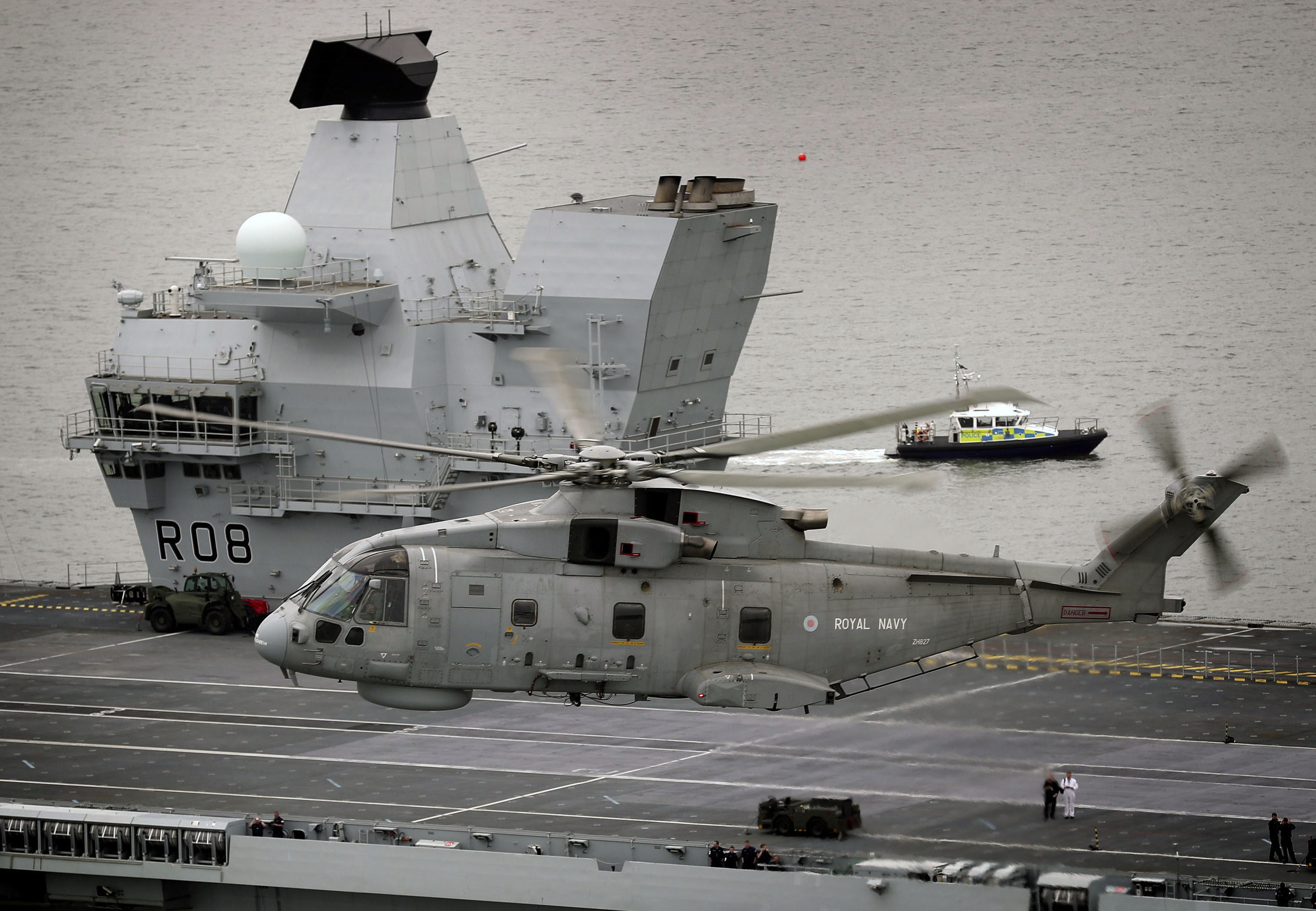
Un Merlin Mk2 volando al lado del Queen Elizabeth.
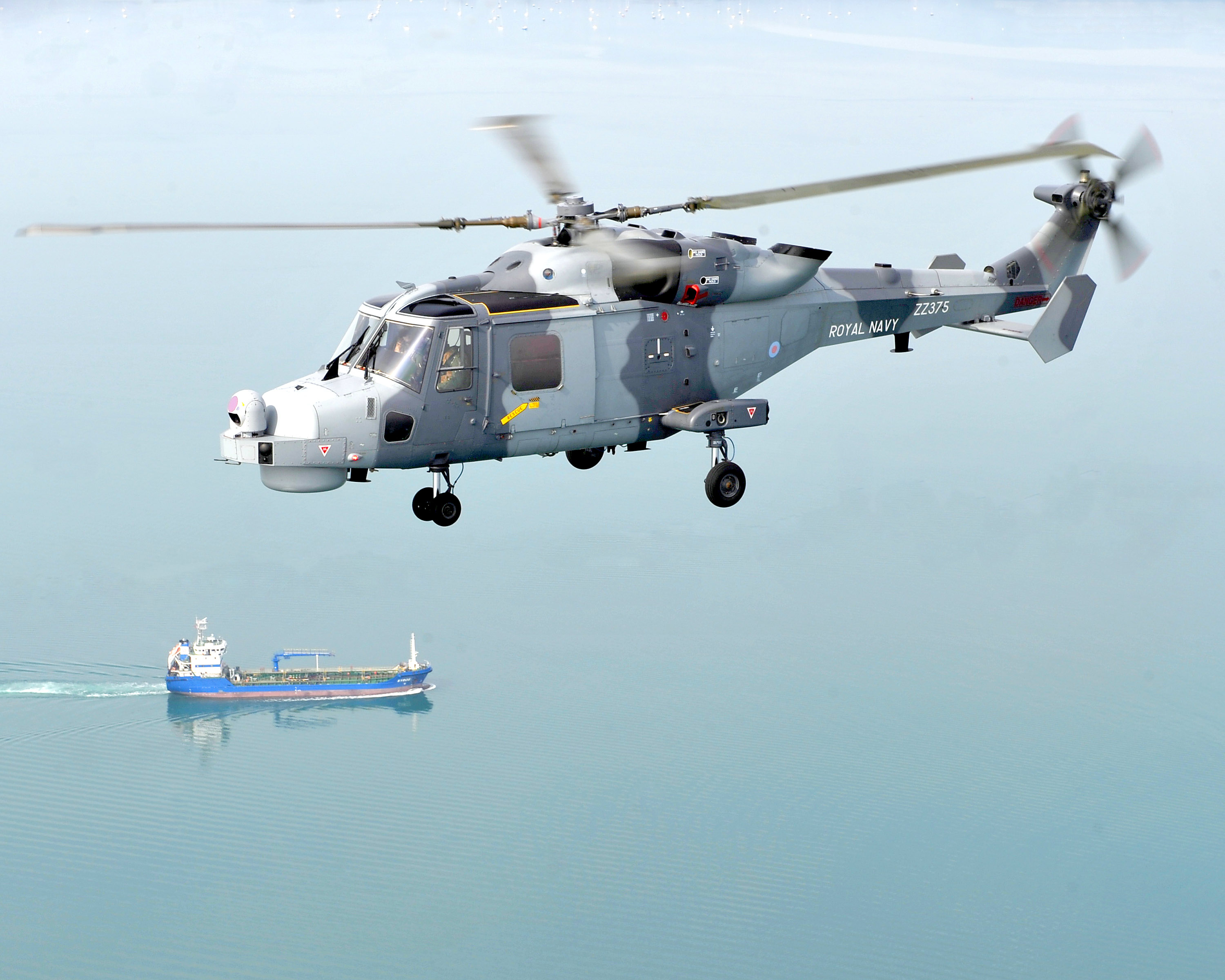
Wildcat HM2 sobre el Canal de la Mancha.
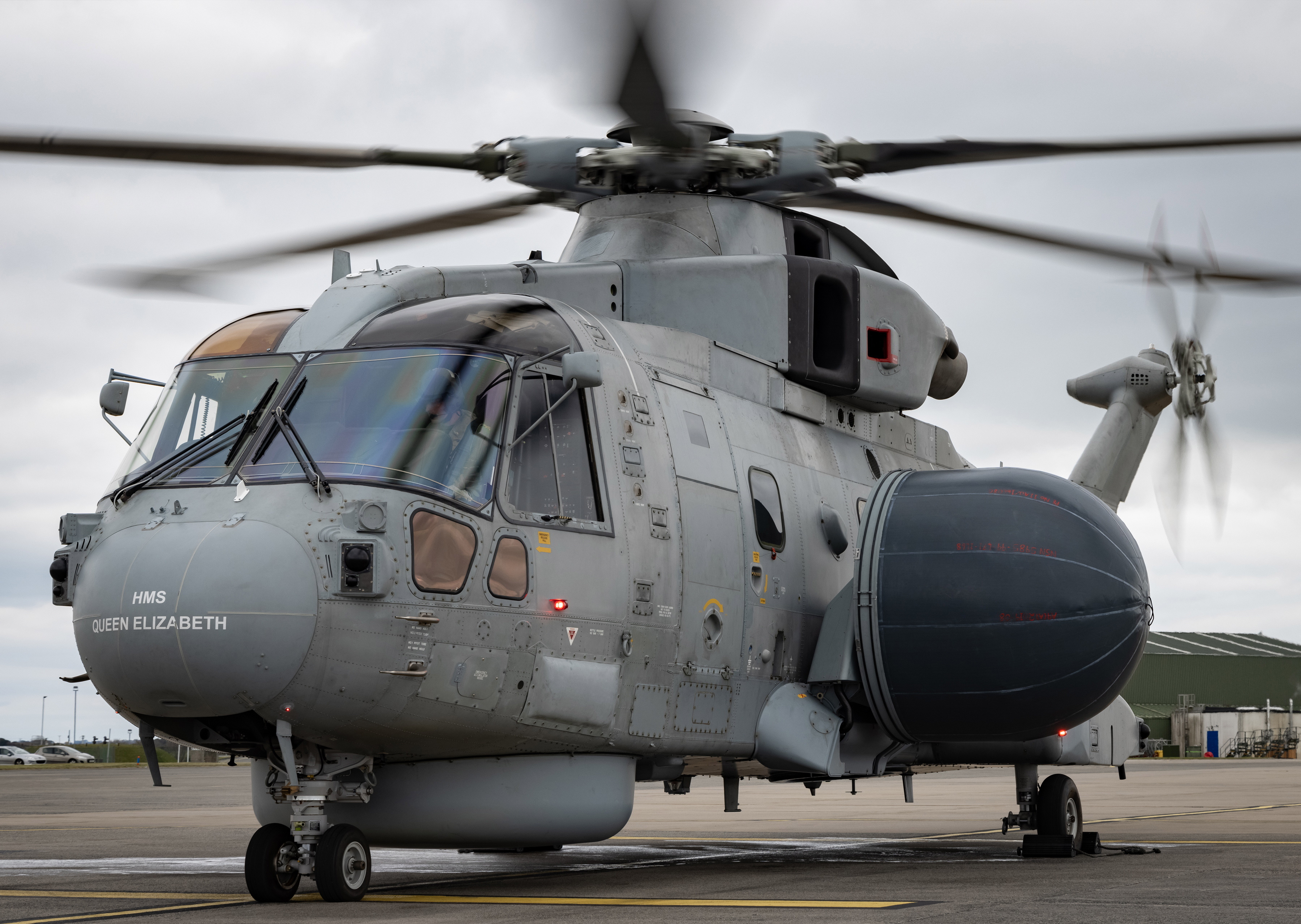
Un Merlin HM2 Crowsnest

## Construcción

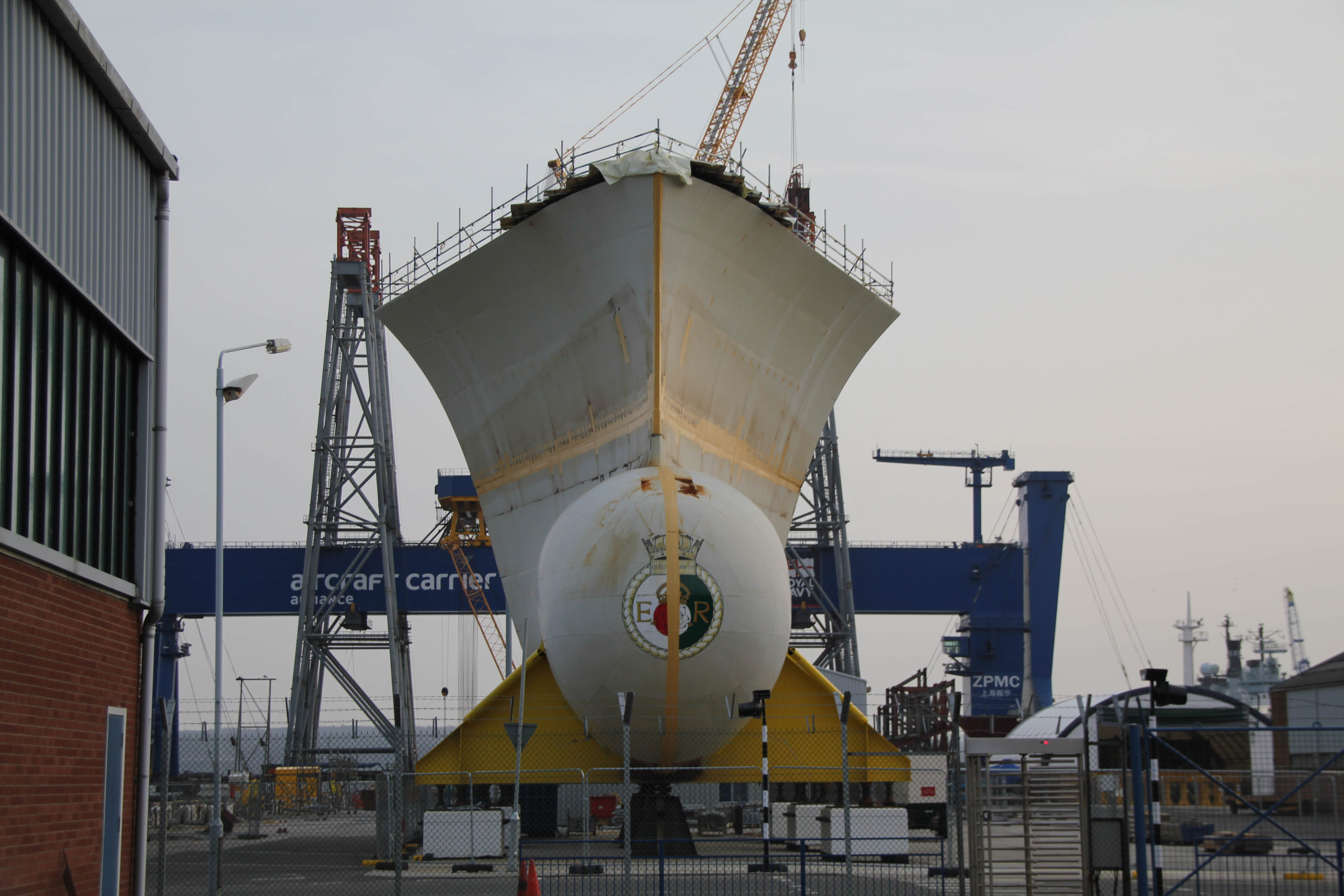
Primera sección del HMS Queen Elizabeth en Rosyth

Durante un discurso pronunciado el 21 de julio de 2004, Geoff Hoon anunció un retraso de un año para permitir que se resolvieran cuestiones contractuales y de coste. La construcción de los portaaviones se confirmó en diciembre de 2005. La construcción se realizará a través de siete astilleros (BAE Systems Surface Ships; Govan, Scotstoun y Portsmouth, Babcock Marine; Rosyth y Appledore, A&P Group; Hebburn y Cammell Laird; Birkenhead) con la integración de los bloques y ensamblaje en Rosyth. La preparación para la fase de construcción del proyecto se ordenó en otoño de 2007 con las piezas clave de los sistemas de propulsión principal y de emergencia de Wärtsilä para los nuevos portaaviones. El 4 de marzo de 2008, se adjudicaron contratos para el suministro de 80 000 toneladas de acero a Corus Group, por un valor estimado de £65 millones. Los demás contratos incluyen £3 millones para el cable de fibra óptica, más de £1 millón para equipos de ósmosis inversa que proporcionarán diariamente más de 500 toneladas de agua dulce y £4 millones para los sistemas de combustible de aviación. El 3 de abril de 2008 se otorgó un contrato para la fabricación de los ascensores de los aviones (por un valor de 13 millones de libras) a MacTaggart Scott Loanhead, Escocia.

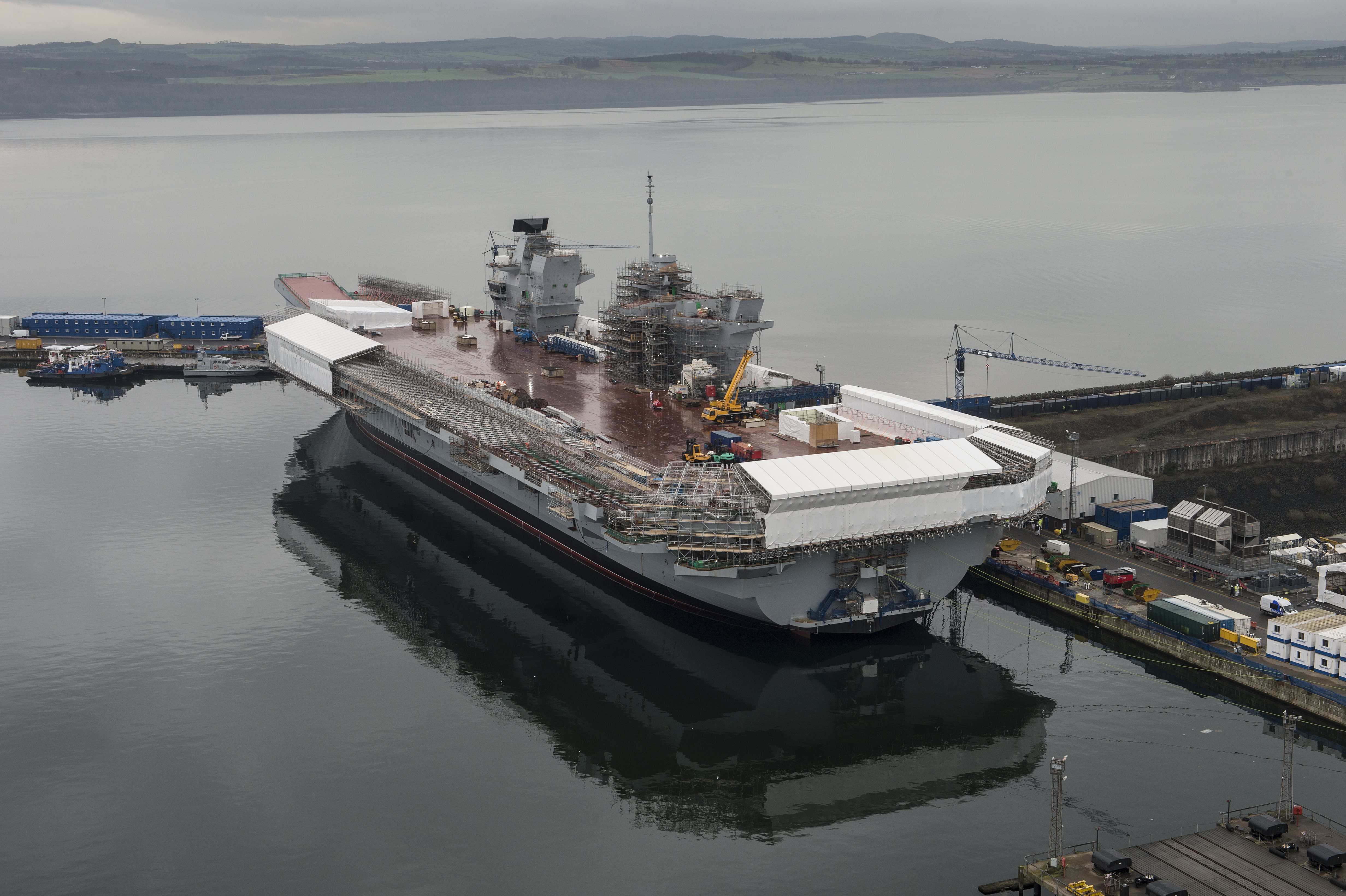
El Queen Elizabeth durante los trabajos de acondicionamiento en diciembre de 2014.

A mediados de mayo de 2008, el tesoro anunció que pondría a disposición más fondos para aumentar el presupuesto regular de defensa, según los informes, permitiendo el comienzo de la construcción de los portaaviones. Acto seguido, el 20 de mayo de 2008, el Gobierno da "luz verde" para la construcción de la clase Queen Elizabeth, afirmando que estaba dispuesto a firmar los contratos de producción una vez que hubiese tenido lugar la unión entre BAE Systems y el grupo VT para la construcción. Esta empresa conjunta, BVT Surface Fleet, comenzó a funcionar el 1 de julio de 2008. Más tarde el grupo VT vendió su participación a BAE Systems denominándose el conjunto BAE Systems Surface Ships. El cual llevará a cabo aproximadamente el 40% de la carga de trabajo del proyecto.
El 1 de septiembre de 2008, el Ministerio de Defensa anunció un paquete de £51 millones para la adquisición de equipos importantes; £34 millones para el sistema de armas altamente mecanizado de los dos barcos, £8 millones para el suministro de los sistemas colectores de admisión y escapes de ambas naves, £5 millones para el software de Control de Tráfico Aéreo, £3 millones para el suministro de bombas y sistemas de ingeniería asociados y £1 millón para los generadores diésel de emergencia. El 6 de octubre de 2008, se anunció que se habían aprobado los contratos para "las turbinas de gas Rolls-Royce, generadores, motores, equipos de distribución de alimentación, sistemas de gestión de plataforma, hélices, ejes, mecanismos de dirección, timones y estabilizadores de los portaaviones". El 11 de febrero de 2009, Thales indicó que el radar S1850M se utilizará en los buques.
La construcción de los bloques inferiores correspondientes al 3 y 4 comenzó en julio de 2009 y enero de 2010 respectivamente en las instalaciones en Clyde de BAE Systems (primer corte de acero para el proyecto), mientras que la construcción del arco inferior perteneciente al bloque 1 se llevó a cabo en Appledore, North Devon y concluyeron en marzo de 2010. Cuando se completen los cuatro bloques inferiores se transportarán a Rosyth para el montaje.
El 25 de enero de 2010, se anunció que el astillero Cammell Laird de Birkenhead ha conseguido un contrato de £44 millones para construir las cubiertas de vuelo de los portaaviones. Ese mismo día, comenzaba la construcción del bloque inferior 2 del Queen Elizabeth en Portsmouth. La estructura albergará espacios de máquinas, tiendas, paneles de control y algunos de los alojamientos del buque. El bloque pesará unas 6000 toneladas y tendrá 18 metros (59 pies) de altura, 70 metros (230 pies) de largo y 40 metros (130 pies) de ancho.

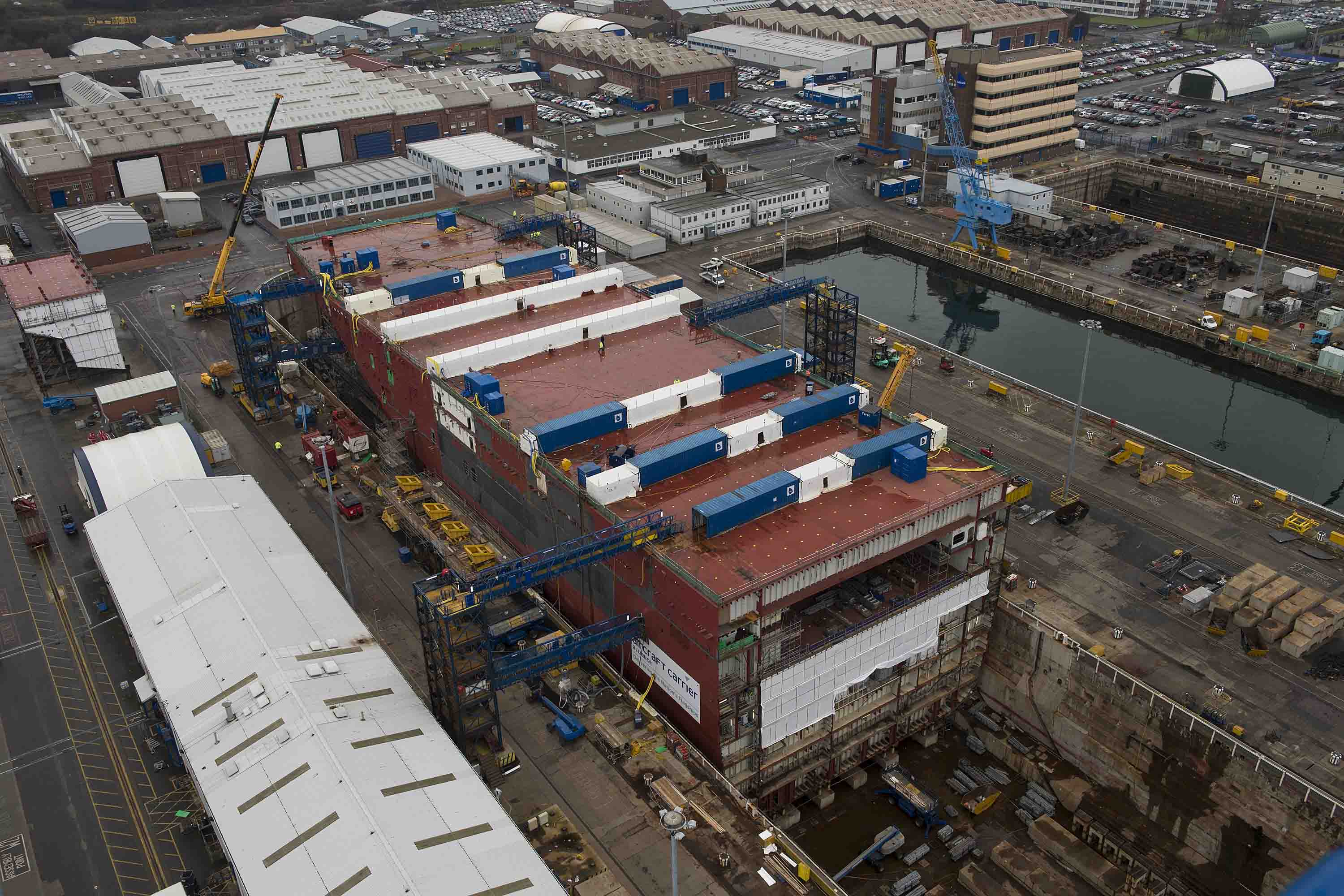
El Prince of Wales en construcción en diciembre de 2014.

La construcción del segundo portaaviones, Prínce of Wales, comenzó el 26 de mayo de 2011 con el primer corte de acero en presencia del Secretario de Defensa Dr. Liam Fox.
La construcción de los dos portaaviones pretende involucrar a más de 10 000 personas y a más de 90 empresas del Reino Unido.
El HMS Queen Elizabeth fue "bautizado" el 4 de julio de 2014 en presencia de la reina Isabel II.

## Cooperación internacional
Reino Unido abrió en su momento la posibilidad de cooperación con Francia. Por un lado Francia buscaba un segundo portaviones y por otro se abría la posibilidad de reducir costes a ambos países. El proyecto acabó en nada, entre otras cosas porque Francia buscaba un buque CATOBAR. Finalmente Francia está planificando el PANG.
El diseño de ofreció a otros países. India se interesó y Corea del Sur estuvo cerca de comprar un diseño basado en el QE. La US Navy sopesa comprar un diseño adoptado que le permitiría compensar los costes desorbitados de la clase Ford de portaviones nucleares, a los que complementaría. Habría que ver cómo el EMALS o los F-35 se integran en ese diseño.

### Buques similares
- Portaaviones Tipo 003
- Clase Gerald R. Ford
- PANG
- Shtorm